# 港鐵巴士K58綫
港鐵巴士K58綫是由港鐵巴士營運的屯馬綫接駁巴士路綫，來往富泰及掃管笏，途經兆康站、兆康苑、良景邨、山景邨、屯門站、屯門市中心、屯門官立中學、置樂花園、三聖邨、咖啡灣及香港黃金海岸，只在星期一至五上課日上午繁忙時間提供服務。

## 路線歷史
- 本線前身為輕鐵輔助巴士路線A59，來往寶田及青山灣，2005年3月7日被本線取代。當時由於九鐵公司以未符合成本效益為理由，沒有添置新車卡，使輕鐵車隊在繁忙時間「應接不暇」，受到天水圍居民指摘。而不少其他地區的車廂都被調往天水圍應付需求，有拖卡的列車減少，車廂更見供不應求及擠迫。初時差不多與輕鐵505線平行，但削減至只行走平日繁忙時間和間接削減了寶田一帶往來屯門市的公共交通服務。
- 2005年7月23日改經屯興路及置樂花園一段的青山公路，不再經安定邨及友愛邨。
- 屯門區議會為慶祝中華人民共和國建國60週年而籌辦的「國慶銀花耀屯門」煙火匯演及綜合表演，於2009年9月19日晚，在黃金泳灘及屯門南面對出海面舉行，當局實施一系列交通措施：由於青山公路青山灣段三聖以東及掃管笏段往元朗方向，由當日下午6時起封閉，本線巴士將暫變為循環線，由青山灣開出往港鐵屯門站／富泰時，會經青山公路荃灣方向駛往小欖交匯處，然後改行屯門公路入屯門，之後返回原路線。乘客欲乘搭該巴士路線往屯門市中心方向，可到青山公路荃灣方向的巴士站上車，惟行車時間因改路而增加。
- 此線初時往青山灣方向繞經屯門站公共運輸交匯處，因屯門站公共運輸交匯處搬遷，由2010年3月15日起，往青山灣方向不經河傍街及仁政街，同時不再駛入屯門站公共運輸交匯處，原於屯門站公共運輸交匯處之車站遷往杯渡路東行，屯門站公共運輸交匯處新址以南，即在屯門站C1出口外設站。
- 2022年4月25日起，此線來回程改停兆康站（南）公共運輸交匯處，不停兆康站（北）公共運輸交匯處，並加停青山公路 – 嶺南段「嶺南大學」及「彩暉花園」站。[1]
- 2025年1月2日：縮減至只於星期一至五上課日上午提供服務，並延長路線至掃管笏。由富泰開出的班次為07:00、07:08及07:15，由掃管笏開出的班次則為06:45、07:03及07:13。

## 服務時間及班次
- 星期一至五上課日
  - 富泰開：07:00、07:08、07:15
  - 掃管笏開：06:45、07:03、07:13

星期六、日、公眾假期及學校假期不設服務

## 收費
| 標準車費              | 標準車費                                                  | 現金 | 八達通 |
| --------------------- | --------------------------------------------------------- | ---- | ------ |
| 成人                  | 成人                                                      | $5.1 | $5.1   |
| 特惠                  | 小童                                                      | $2.2 | $2.2   |
| 特惠                  | 長者（65歲或以上） 「殘疾人士身分」個人八達通（12歲以下） | $2.2 | $2.0   |
| 特惠                  | 「學生身分」個人八達通                                    | $5.1 | $2.2   |
| 特惠                  | 「殘疾人士身分」個人八達通（12-64歲）                     | $5.1 | $2.0   |
| 「樂悠咭」（60-64歲） |                                                           | $5.1 | $2.0   |

| - 3至11歲為小童；65歲或以上為長者。 - 乘客可以現金或八達通於上車時付款，不設找續。 - 合資格學生使用「學生身份」個人八達通繳付車資，可享有特惠車費優惠，費用相等於小童車費，如以現金繳付車費，則必須繳付成人車費。 - 65歲或以上長者使用「樂悠咭」，以及合資格殘疾人士（包括12歲以下合資格殘疾兒童）使用「殘疾人士身份」個人八達通（包括「樂悠咭」）繳付車資，可享有每程$2.0或特惠車費（以較低者為準）的票價優惠；65歲或以上長者如使用長者或一般個人八達通繳付車資，則只可享有相等於小童車費優惠；12至64歲殘疾人士如以現金繳付車費，則必須繳付成人車費。 - 60至64歲香港居民使用「樂悠咭」繳付車資，可享有每程$2.0或成人車費（以較低者為準）的票價優惠，如以現金繳付車費，則必須繳付成人車費。 - 持有全月通2（屯門—南昌）或全月通3（屯門—紅磡）之乘客在車票有效期內確認八達通乘搭本路綫，可獲免費。 - 持有屯門—南昌全日通、遊客全日通或港鐵認可之指定智能車票之乘客在車票有效期內確認有效車票，可獲免費乘搭本路綫。 - 所有港鐵車票（包括但不限於輕鐵車票、港鐵紀念車票及搭十送一車票等；不包括屯門—南昌全日通及指定日子使用的紀念車票），不會獲得免費轉乘優惠。 - 每位成人乘客可免費攜帶最多兩名3歲以下而不佔座位的兒童乘客乘車，超額之3歲以下小童必須繳付小童車費乘車。 - 港鐵公司職員及家屬（不包括外判職員）可免費乘搭本路綫，惟必須拍職員或職員家屬八達通。 - 使用八達通的乘客，於上車拍卡後一小時內轉乘港鐵重鐵網絡（機場快綫除外）／輕鐵，或於港鐵重鐵網絡（機場快綫除外）出閘／輕鐵出站後一小時內轉乘本綫，本路綫車資可獲減免。 - 如轉乘模式為輕鐵／港鐵巴士→港鐵（屯馬綫）→輕鐵／港鐵巴士，整個轉乘行程不可超過兩小時。 |

- 由本路綫於上車後1小時內轉乘K53綫，或由上述路綫轉乘本路綫，可免收車資。

## 行車路綫

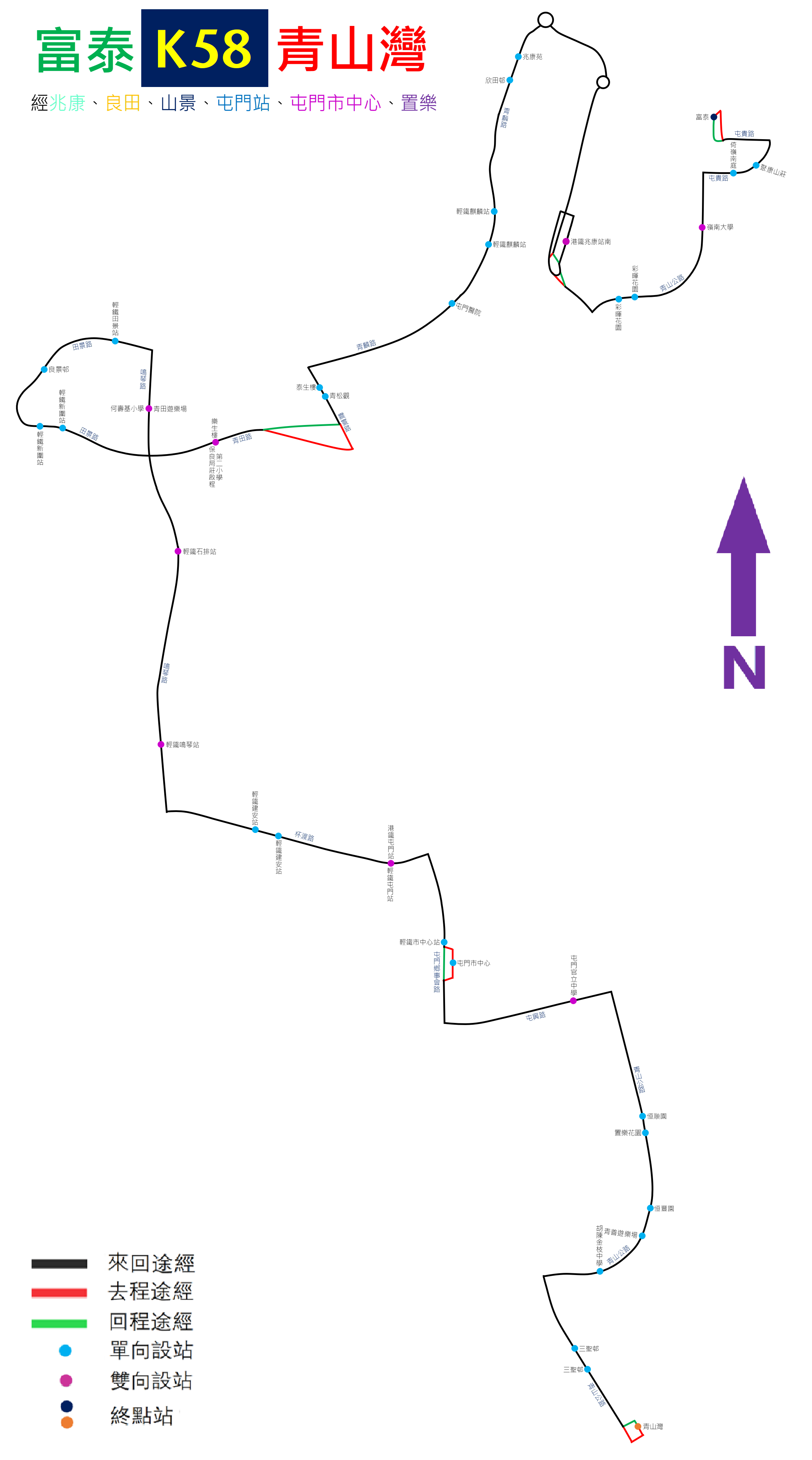
K58線的走線圖

- 富泰開經：屯貴路、青山公路 – 嶺南段、兆康站南面公共運輸交匯處、兆康站緊急車輛通道、兆康站北公共運輸交匯處、藍地交匯處、青麟路、震寰路、青田路、鳴琴路、田景路、鳴琴路、杯渡路、屯門鄉事會路、屯匯街、屯門市中心巴士總站、屯門鄉事會路、屯興路、青山公路 – 青山灣段、青山公路 – 掃管笏段、掃管笏路、管翠路及掃管笏路。
- 掃管笏村開經：掃管笏路、管翠路、掃管笏路、青山公路 – 掃管笏段、青山公路 – 青山灣段、屯興路、屯門鄉事會路、杯渡路、鳴琴路、田景路、鳴琴路、青田路、震寰路、青麟路、藍地交匯處、兆康站北公共運輸交匯處、兆康站緊急車輛通道、兆康站南面公共運輸交匯處、青山公路 – 嶺南段及屯貴路，具體停站請參考資訊框。

## 使用車輛
本線現正使用亞歷山大丹尼士Enviro 400 (140-148)、亞歷山大丹尼士Enviro 500 MMC (504-549)、富豪B9TL (319-348)、亞歷山大丹尼士Enviro 500 (801-804、825-833) 和亞歷山大丹尼士Enviro 200 Dart (901-911)。

## 利用狀況
由於本線途經多間學校及因繁忙時間輕鐵難以登車，於上下學時段本線較多人乘搭；但由於本線主要客源為學生及少量香港輕鐵服務未能就近之居民，且班次較香港輕鐵疏落，和班次不太準時，較好遲3-5分鐘，嚴重則班次消失或遲10-15分鐘以上，比九龍巴士到站時間不準時，而且大部分巴士站也沒有擋雨的地方，所以在星期六和學校假期（例如暑假）整段服務時段容量偏低。

## 外部連結
港鐵
- 港鐵巴士K58綫路線圖 （页面存档备份，存于）